# Avrohom Karp
Pour les articles homonymes, voir Karp.
Avrohom Karp (6 janvier 1920, Frampol, Pologne-10 septembre 1998, Montréal, Canada) est un rabbin orthodoxe non-consistorial français né en Pologne, qui vint en France après la Seconde Guerre mondiale, avant de s’établir au Canada. Il donne pendant des années des cours de Talmud Daf Yomi), qui sont toujours disponibles,.

## Éléments biographiques
Avrohom Karp est né le 6 janvier 1920 (15 Tevet 5680) à Frampol, en Pologne.
À l'âge de 10 ans, en 1930, il va étudier à la Yechiva de Novardok, en Lituanie. Il décide de célébrer sa Bar Mitzvah à cette yechiva plutôt que de la faire dans sa ville natale. Après de nombreuses années d'études à la Yechiva de Novardok, il continue ses études à la Yechiva de Kletzk.
Au début de la Seconde Guerre mondiale, il tente de se réfugier en Orient mais est capturé par l'Armée russe et exilé en Sibérie. Il refuse de consommer toute nourriture non cachère, et vu que la nourriture cachère était inexistante en Sibérie, sa santé se détériore, il doit s'aliter et on ne lui donne pas grande chance de survivre. Mais un juif habitant la région l'aide à trouver du pain et d'autres aliments cachère et petit à petit il se rétablit.
À la fin de la Seconde Guerre mondiale, il s'établit à Paris, en France, et consacre tout son temps à l'étude de la Torah.
C'est à Paris qu'il étudie la Hassidut, le Hassidisme.
En 1950, il se marie avec Rivka Slaviin et s'établit à Montréal, au Canada, l'année suivante.
Il enseigne à la Mesivta Reishis Chochma, dont il devient le directeur (Rosh Mesivta), puis enseigne à la Yechiva de Loubavitch à Montréal. En 1967, il commence à donner chaque soir un cours de Daf Yomi, à la Synagogue de Loubavitch à Montréal, qui devient populaire. 2500 cassettes audio de ses cours entre 1969 et 1975 sont disponibles.
À la fin de sa vie, malade, il continue de donner ses cours de Daf Yomi, chez lui. Il est décédé le 10 septembre 1998 (19 Eloul 5758) à Montréal.